# Улица Бэра
Улица Бэра — одна из основных улиц старой Астрахани, пересекающая исторические районы Белый город и Махалля с севера на юг параллельно улице Кирова. Начинается во дворах между площадью Ленина и улицей Бурова, пересекает улицу и площадь Шаумяна, канал имени Варвация через Адмиралтейский мост, улицы Набережная 1 Мая, Челюскинцев, Казанскую, Зои Космодемьянской, Тамбовскую, Бакинскую, Трофимова, Плещеева, Ахшарумова, Богдана Хмельницкого, Бежецкую, Николая Островского и Дубровинского. Заканчивается перекрёстком с улицей Челябинской, после которой начинается Краснодарская, идущая далее на юг до гаражного кооператива и бывших промышленных баз.

## История
Улица образована в 1957 году из улиц Пионерской и проезда Крылова и названа в честь учёного Карла Эрнста фон Бэра (1792—1876, в России также был известен как Карл Максимович Бэр). Пионерская улица до 1920 года называлась Адмиралтейской и вела к зданию деревянного адмиралтейства, построенного в 1727 году. Проезд Крылова до 1920 года назывался Тюремным съездом. Есть так же данные о том, что с 1920 по 1936 год улица Адмиралтейская называлась в честь Тибора Самуэли.